# امپراتوری گورکانی
امپراتوری گورکانی یا گورکانیان هند که در ادبیات غرب با عنوان مغولان کبیر هند نیز شناخته می‌شود، یک امپراتوری ترکی-مغولی، مسلمان و با فرهنگ ترکی-ایرانی در دوران تاریخی عصر جدید اولیه در شبه‌قاره هند بود. این دولت که برای بیش از سه سده بر مناطق وسیعی در جنوب آسیا فرمان راند، در سال ۱۵۲۶ میلادی توسط بابر که از نوادگان امیر تیمور بود بنیان گذاشته شد.
بابر، یکی از شاهزادگان تیموری، با پشتیبانی صفویان و عثمانی در جهت تضعیف سلطان دهلی، ابراهیم لودی، به جنوب آسیا لشکر کشید و در نبرد نخست پانی‌پت دولت دهلی را به سختی شکست داد و بر شمال هند مسلط شد. با این حال، ظهور گورکانیان به‌عنوان یک قدرت منطقه‌ای، حدوداً در سال ۱۶۰۰ میلادی و در دوران اکبر کبیر، نوهٔ بابر، روی داد. امپراتوری وسیع اکبر تا پایان حکومت اورنگ‌زیب، آخرین پادشاه بزرگ گورکانی، پا بر جا ماند و پس از مرگ او در ۱۷۰۷ میلادی، زوال آنان آغاز شد. گورکانیان در سال ۱۷۳۹ میلادی به سختی از نادرشاه در نبرد کرنال شکست خوردند که این مسئله عملاً زمینه‌ساز سقوط نهایی آنان شد و سرانجام رفته رفته تمام قلمروی گورکانیان توسط کمپانی هند شرقی تصرف گردید. پس از شورش‌های سال ۱۸۵۷، امپراتوری بریتانیا رسماً دولت گورکانی را منحل کرد و حکومت شبه‌قاره به راج بریتانیا واگذار شد.
گرچه امپراتوری مغولی هند با لشکرکشی‌های متعدد نظامی تأسیس شد و پابرجا ماند، اما فرمانروایان گورکانی تلاشی برای سرکوب فرهنگ‌ها و ادیان محلی نکردند و با تقسیم‌بندی امپراتوری به مناطق پرشمار اداری و با وجود طبقه حاکمی که از فرهنگ‌ها و ادیان مختلف تشکیل شده بود، یک دولت کارآمدتر و متمرکزتر در این دوران بر هندوستان فرمان راند. صلح نسبی‌ای که در دوران گورکانیان بر شبه‌قاره حکم فرما بود، منجر به این شد که در سدهٔ هفدهم میلادی، اقتصاد هند با گسترش چشم‌گیری روبه‌رو شود. از دیگر دلایل مهم در توسعهٔ اقتصادی دولت مغول، اصلاحات اکبر در سیستم مالیاتِ محصول کشاورزی بود. همچنین، در دوران اوج گورکانیان، هند سهمی ۲۵ درصدی از تولیدات جهان را در اختیار داشت که همین مسئله، یکی از دلایل افزایش حضور اروپایی‌ها در این منطقه بود.
شیوهٔ زندگی پرخرج حکام گورکانی هند، به‌خصوص در زمان شاه جهان، منجر به پشتیبانی آنان از هنرهایی نظیر نگارگری و معماری گردید و در همین رابطه، آثار هنری پرشماری از دورهٔ گورکانی امروزه در کشورهای هند، پاکستان، افغانستان و بنگلادش بر جای مانده‌است. قلعه آگره، فاتح پور سیکری، لال قلعه، آرامگاه همایون، قلعه شاهی و تاج محل از جمله آثار گورکانی به‌جامانده در سرزمین‌های تحت فرمان آنان هستند که در فهرست میراث جهانی یونسکو قرار دارند.

## تاریخچه
پس از مرگ تیمور، ترکان عثمانی و آل جلایر و ترکمانان قراقویونلو، برخی سرزمین‌هایی را که تیمور گرفته بود تصرف کردند. با این همه، فرزندان تیمور موفق شدند که شمال ایران را در مدت یک سده تحت فرمانروایی خود نگاهدارند؛ ولی آنان اغلب با یکدیگر در کشمکش بودند. سرانجام شاهرخ موفق شد که مناقشات اقوام خود را تا حدی رفع و قدرت و اعتبار کشور را نگهداری کند؛ ولی پس از مرگ او منطقه تحت فرمانش به قسمت‌های کوچک‌تر مجزا شد و صفویان توانستند آن‌ها را به حکومت خود پیوست کنند.
با این حال دودمان تیموری از میان نرفت و نوادگان تیمور به سرکردگی بابر چندی پستر فرمانروایی خود را به هندوستان بردند و دودمان بابُری را بنیاد گذاردند که اروپاییان آن را مغولان کبیر می‌نامند.

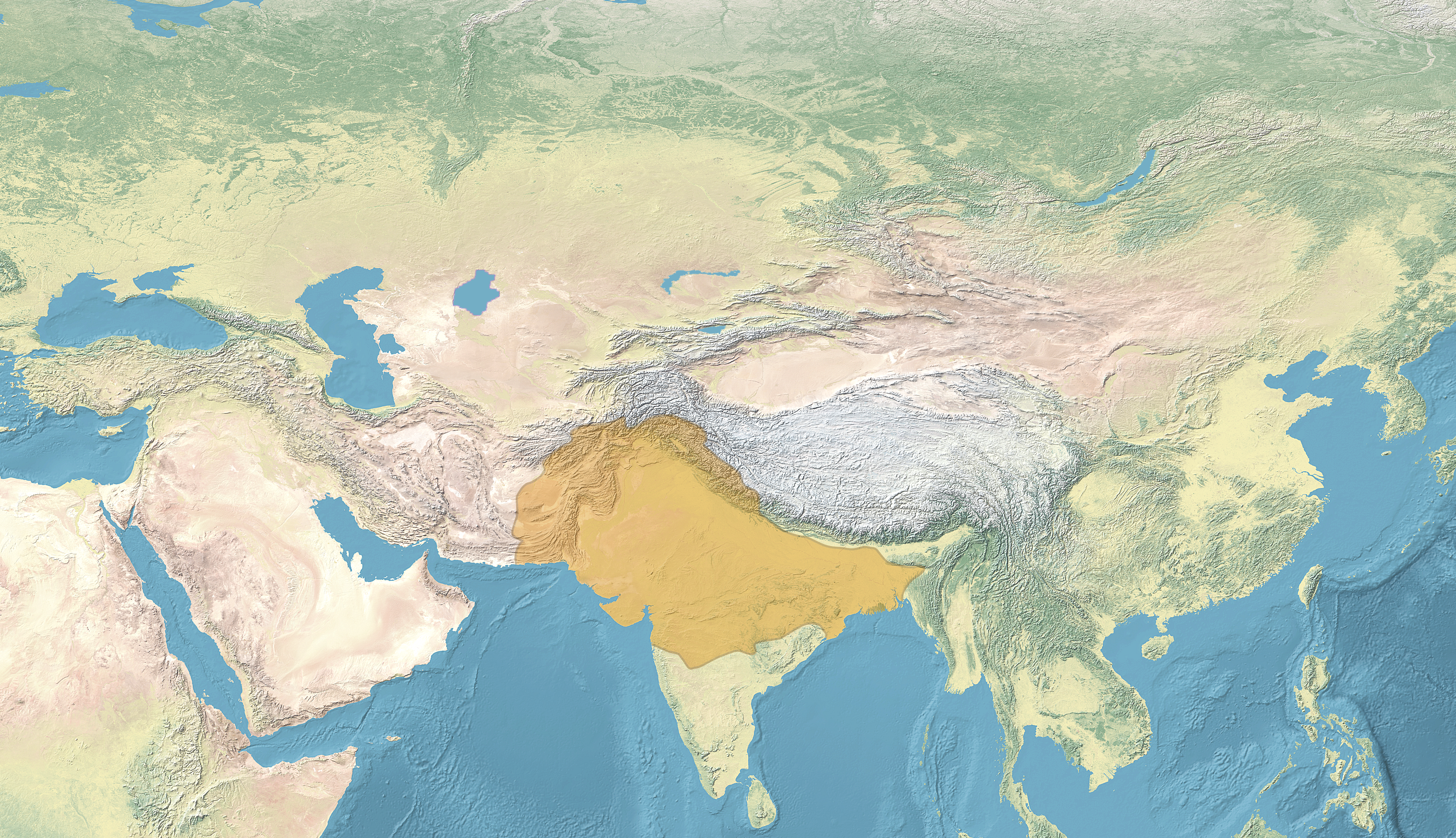
گسترهٔ امپراتوری گورکانیان هند پیرامون سال ۱۶۰۰ میلادی

دوران شکوه امپراتوری گورکانی یا مغول کبیر تا اواسط پادشاهی اورنگ‌زیب عالمگیر بود پس از وی یعنی در دوران مغول صغیر از قدرت این امپراتوری به شدت کاسته شد و کشور هند که در روزگار اکبر کبیر و شاه جهان و اورنگ‌زیب سیر تمدن و ترقی را آغاز کرده بود رو به ضعف نهاد. بهادرشاه دوم آخرین فرمانروای گورکانی بود که در سال ۱۸۵۷ میلادی تاج و تخت را به انگلیسی‌ها واگذار کرد.
پس از حملهٔ نادرشاه گورکانیان ضعیف شدند در جنوب امپراتوری مراتا که قدرتی تازه و دشمنی خطرناک از هر لحاظ حتی فرهنگی به‌شمار می‌آمد مناطق جنوبی را تصرف کرد. دین رسمی حکومت ماراتا هندو بود در حالی که گورکانیان یک دولت مسلمان بودند. به این ترتیب گورکانیان ضعیف شدند تا اینکه در سال ۱۸۵۷ میلادی به‌دست کمپانی هند شرقی بریتانیا نابود شدند.

## فهرست پادشاهان گورکانی
| پادشاهان گورکانی هندوستان |              |               |                                         |
| پادشاه                    | آغاز پادشاهی | پایان پادشاهی | نسبت خانوادگی                           |
| بابر                      | ۱۵۲۶         | ۱۵۳۰          | مؤسس دودمان (پسر عمرشیخ‌دوم/نوه ابوسعید) |
| همایون                    | ۱۵۳۰         | ۱۵۵۶          | پسر بابر                                |
| اکبر یکم                  | ۱۵۵۶         | ۱۶۰۵          | پسر همایون                              |
| جهانگیر                   | ۱۶۰۵         | ۱۶۲۷          | پسر اکبر                                |
| شاه جهان یکم              | ۱۶۲۷         | ۱۶۵۸          | پسر جهانگیر                             |
| اورنگ‌زیب                  | ۱۶۵۸         | ۱۷۰۷          | پسر شاه‌جهان                             |
| بهادرشاه یکم              | ۱۷۰۷         | ۱۷۱۲          | پسر اورنگ‌زیب                            |
| جهاندار شاه               | ۱۷۱۲         | ۱۷۱۳          | پسر بهادرشاه یکم                        |
| فرخ‌سیر شاه                | ۱۷۱۳         | ۱۷۱۹          | نوه بهادرشاه یکم (پسر عظیم‌الشأن میرزا)  |
| رفیع الدرجات              | ۱۷۱۹         | ۱۷۱۹          | نوه بهادرشاه یکم (پسر رفیع‌الشأن میرزا)  |
| رفیع الدولت               | ۱۷۱۹         | ۱۷۱۹          | نوه بهادرشاه یکم (پسر رفیع‌الشأن میرزا)  |
| محمدشاه                   | ۱۷۱۹         | ۱۷۴۸          | نوه بهادرشاه یکم (پسر جهان شاه)         |
| احمدشاه بهادر             | ۱۷۴۸         | ۱۷۵۴          | پسر محمدشاه                             |
| عالمگیر دوم               | ۱۷۵۴         | ۱۷۵۹          | پسر جهاندار شاه                         |
| شاه‌جهان سوم               | ۱۷۵۹         | ۱۷۵۹          | نتیجه اورنگ‌زیب (پسر محی‌السنت)           |
| شاه عالم دوم              | ۱۷۵۹         | ۱۸۰۶          | پسر عالمگیر دوم                         |
| اکبر دوم                  | ۱۸۰۶         | ۱۸۳۷          | پسر شاه عالم دوم                        |
| بهادرشاه دوم              | ۱۸۳۷         | ۱۸۵۷          | پسر اکبر دوم                            |

## زبان فارسی

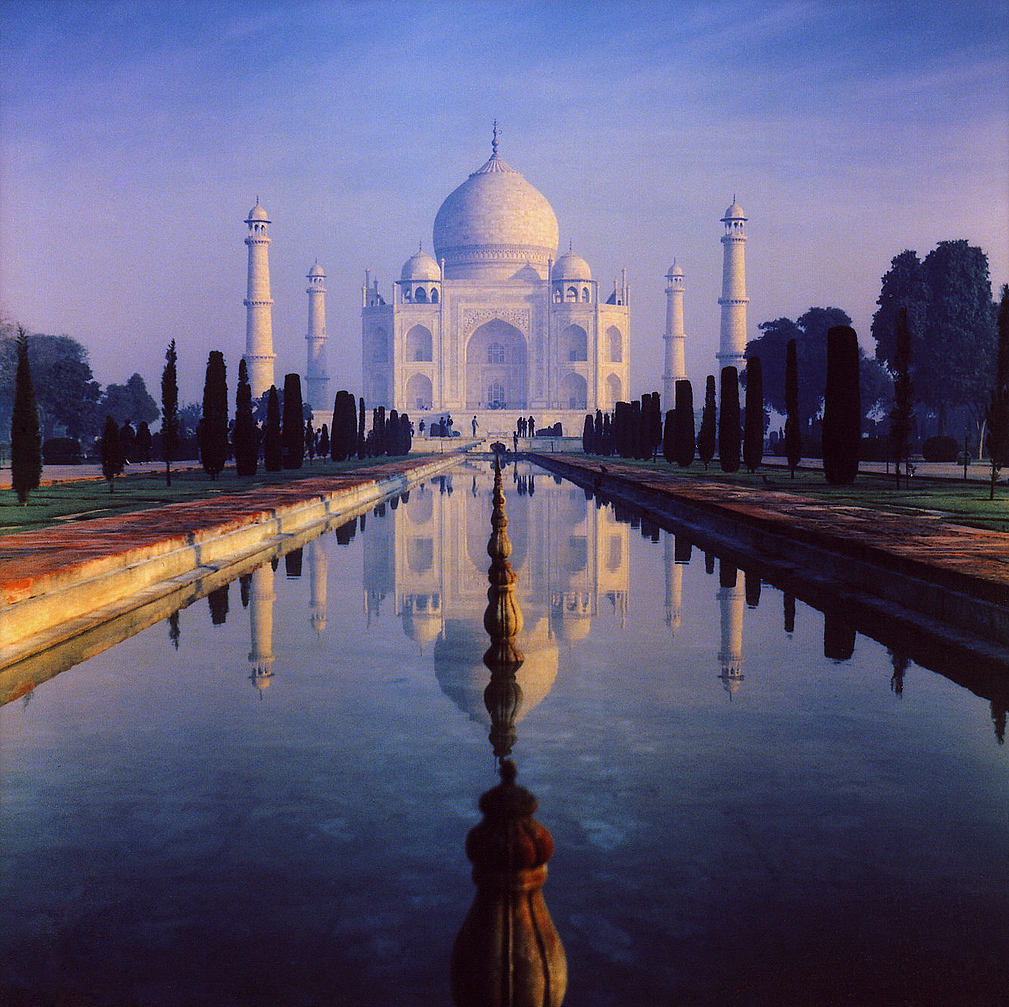
بنای باشکوه تاج محل از آثار دوره گورکانیان

در زمان گورکانیان هند زبان فارسی در این کشور گسترش پیدا کرد. هر چند آشنایی هند به‌ویژه شمال آن مانند منطقه سند از قرن نهم با زبان فارسی آشنا شده بودند اما این گورکانیان بودند که زبان فارسی را زبان رسمی دیوان اعلام کردند و با حمایت از شاعران پارسی‌گوی به زبان فارسی خدمت زیادی کردند. اگر چه پیش از به قدرت رسیدن این خاندان در هند، دین اسلام توسط عرفای فارسی‌زبان در شبه قاره هند نفوذ کرده بود، اما تأثیر ظهور این خاندان در هندوستان، گسترش و رونق زبان فارسی را به اندازه ای رسانید که ادبیات فارسی نه تنها مایه حیات روحی مردم عام شد بلکه این زبان، زبان رسمی درباریان نیز گردید. این رویکرد باعث مهاجرت بسیاری از هنرمندان، نویسندگان و شاعران از ایران به هند شد. دوران طلایی ادب فارسی در هند، دورهٔ اکبر کبیر است. به دستور وی وزیرش تودارمال فرمانی را صادر کرد که به موجب آن، زبان فارسی، زبان تمام امپراتوری اعلام گردید. همچنین به فرمان اکبر شاه برخی از کتاب‌های مهم هندوان از سانسکریت به نظم و نثر فارسی ترجمه شد و بر غنای ادب فارسی افزوده گردید. اگر در دورهٔ غزنویان مرکز زبان فارسی در هند تنها شهر لاهور بود، این مرکزیت در سده‌های بعدی به ترتیب به مولتان و دهلی و اگره منتقل گردید. علاوه بر شاعران و عالمان و نویسندگان ایرانی که در مدت چند سده به هند مهاجرت کردند، از هندیان اعم از مسلمان و هندو، شاعران و نویسندگان و عالمان بزرگی ظهور کردند که از مهم‌ترین این چهره‌ها بیدل دهلوی از شاعران سبک هندی است. دوران فرمانروایی گورکانیان هند با دورهٔ فرمانروایی دودمان صفوی در ایران هم‌زمان است که این خود به گونه‌ای ناخواسته یکی از عوامل مؤثر در نیرو گرفتن زبان پارسی در هند به‌شمار می‌رود. نوع نگاه پادشاهان صفوی به ادبیات و فرهنگ به گونه‌ای بود که شاعران و نویسندگان ایران را از بخشش و نواخت پادشاهان صفوی ناامید می‌کرد و آنان گاه ناگزیر و گاه مشتاقانه رهسپار دربار ادب‌پرور گورکانی می‌شدند.